# マイケル・マンリー

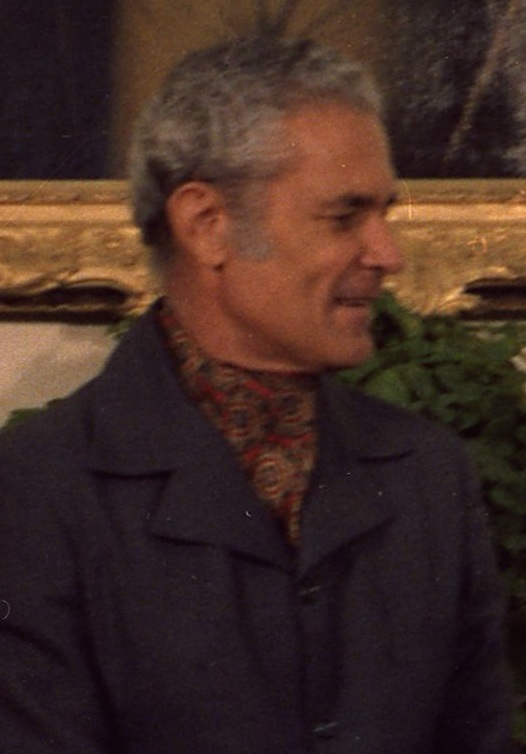
マイケル・マンリー、1977年

マイケル・ノーマン・マンリー (Michael Norman Manley, 1924年12月10日 - 1997年3月6日)は、ジャマイカの第4・6代首相（任期1972年 - 1980年、1989年 - 1992年）である。
ジャマイカ首相ノーマン・マンリーの次男として生まれ、1969年、父親の死の数カ月前にジャマイカ人民国家党の党首となる。
1000ジャマイカ・ドル紙幣に肖像が使用されている。

## 再建
1972年、不人気だった現職首相、ヒュー・シアラー (彼の従兄弟)を選挙で徹底的に打ち破った。
社会経済の再建を政策に掲げ、成功。彼はエリート家族出身の二人種間混血のジャマイカ人だったが、その成功は労働組合が後押しし、国の貧しい黒人の多数派との近い関係を築き、精力的で人気がある指導者となった。フォーマルでビジネスライクという評価の父親に似ず、若いマンリーはすべての階級の人々の間を気安く動き回り、議会でのジャケットとタイの着用を撤廃して、人々に親しみをもたらした。

## 外交
タンザニアのジュリウス・ニエレレ、 スウェーデンのオロフ・パルメ、カナダのピエール・トルドー、そしてキューバのフィデル・カストロなど、数名の外国の指導者たちと友情を築き上げた。キューバとの二国間の外交上の関係を緊密にし、アメリカ合衆国の政策立案者を驚かせた。1979年、非同盟運動の会議で、開発帝国主義に対抗する非同盟運動とソビエト連邦の間の自然な同盟の発展を強く提案した。外交上の問題では、帝国主義と植民地主義への対抗が重要と感じ、ジャマイカ国内の問題にはあまり干渉しなかった。

## 暴力
首相であったとき、ジャマイカでは暴力を背景にした政治的文化がエスカレートした。対抗勢力であるエドワード・シアガと野党ジャマイカ労働党（JLP）の支援者と、マンリーの人民国家党(PNP)は、1976年の選挙の前からシアガが1980年に首相になるまで、血みどろの闘いにをすることになった。 シアガ率いるジャマイカ労働党は、マンリーのシンパであったレゲエスターのボブ・マーリーが射撃された件で、共犯のために起訴された。政治的な暴力文化は、シアガやマンリーによって作られたものではなく、1940年代の二大政党制の始まりに、二党間の闘争の原因があった。政治的な暴力は1970年代には最悪のレベルに達し、 シアガがマンリーを追い落とそうとした1976年と1980年の２つの選挙は史上最悪の選挙戦となった。
1976年1月、選挙戦を前に暴力が起こり、PNPは6月に非常事態宣言を宣告。何人かのJLPの党員を含む500人の人々は、政府を転覆させようとして起訴され、アップパーク・キャンプ（ジャマイカ駐留のイギリス軍の本拠地）の軍本部によって特別に作られた刑務所に拘置された。非常事態宣言は解除されないまま、選挙は同年12月15日に行われた。PNPは与党となり、非常事態宣言は翌年にまで伸ばされた。1974年の犯罪の抑圧の名の下に、警察には並外れた武力が与えられ、それは1980年代の終わりまで続いた。1970年代、暴力は政治において命を失い続けた。二党によって武装されたお互いのギャングが、都市の選挙民を支持に加えるために戦った。1980年の選挙では、800人のジャマイカ人が殺された。ジャマイカでの殺人率は未だに非常に高く、すべてのこれらの死が必ずしも政治的な暴力が理由ではないが、ジャマイカ人たちは当時の暴力に非常に衝撃を受けた。
この壮絶な選挙戦を経て、シアガは党首となり、JLPは与党に返り咲いた。

## 野党時代
野党党首として、マンリーは新保守政権の率直な評論家となる。グレナダ首相のモーリス・ビショップが処刑された後、グレナダへの介入に強く反対した。
1983年のロナルド・レーガンによるグレナダ侵攻へのジャマイカ軍派遣の公約の後、すぐにシーガは、ポール・ロバートソン博士(PNPの一般長官)が彼の辞職を求めたという口実で、2年早く解散総選挙を行った。マンリーとPNPは選挙をボイコットし、ジャマイカ労働党はすべての議会での議席を獲得した。
1980年代、世界中を回って講演し、ニューヨークのコロンビア大学で講義を持った。

## 再選
1989年、ソビエト連邦の崩壊を受けて、マンリーは社会主義のレトリックを軟化させ、明確に資本主義の役割について提唱した。同年の選挙で、彼は軟化した節度のある綱領を掲げ、PNPは手際よく再選された。二回目の任期は短く、大きな事件はなかった。1992年、健康上の理由によりPNP党首と首相の座を降り、代理首相P.J.パターソンに後を任せた。

## 引退と死
クリケットと西インド諸島の民族主義との間の関係について論じた受賞作「西インド諸島のクリケットの歴史」を含めて、生涯に7冊を著した。1997年3月6日に死亡。カリブ海の他の政治家、ガイアナのチェディ・ジェーガンと同じ日であった。